# 김경주 (다이빙 선수)
김경주(1983년 1월 19일~)는 조선민주주의인민공화국의 다이빙 선수로, 2004년 하계 올림픽에  참가했다.